# Biscuit chinois

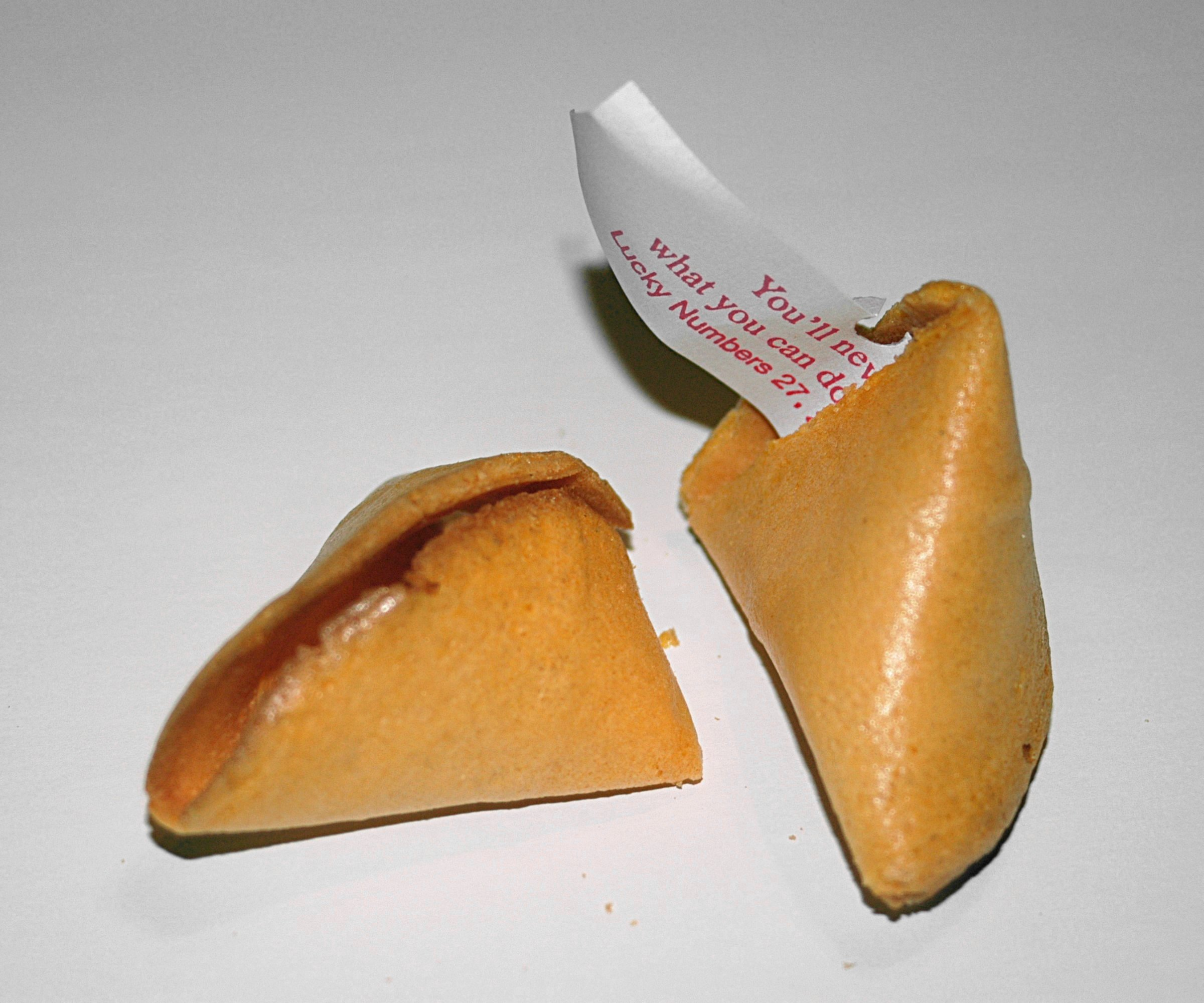
Un biscuit chinois dévoile son secret.

Un biscuit chinois (en anglais, fortune cookie) est un biscuit servi dans les restaurants chinois (aux États-Unis, au Canada, en France, etc.) et dans lequel est inséré un petit morceau de papier où l’on peut lire une prédiction ou une maxime, parfois humoristique. Inventé à San Francisco aux alentours de la Première Guerre mondiale, le principe des biscuits chinois a par la suite été transposé sur Internet, où l’on peut consulter sur de nombreux sites un aphorisme ou une prédiction du jour.

## Du restaurant chinois à Internet

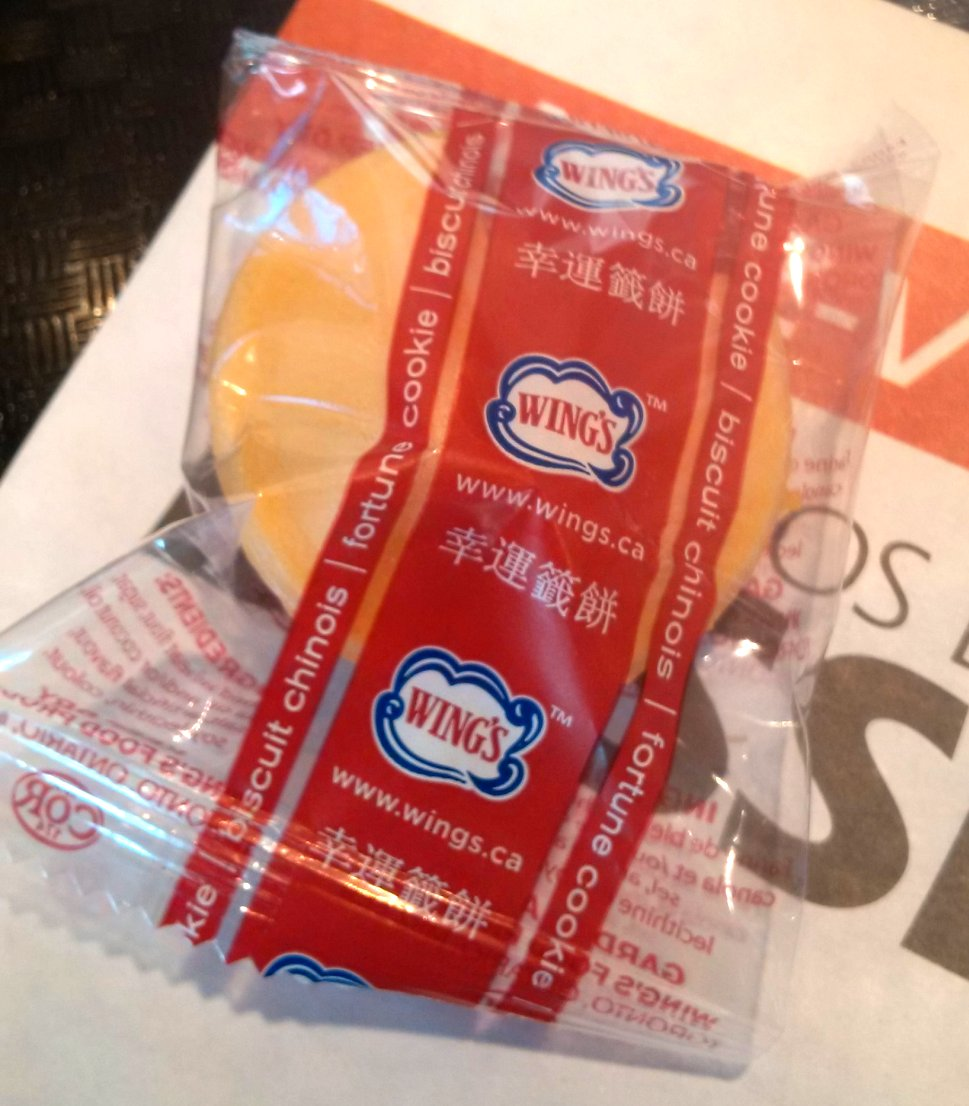
Biscuit chinois emballé reçu dans un restaurant de cuisine thaïlandaise de la ville de Québec.

L’invention des biscuits chinois fut une aubaine pour les restaurants chinois où, contrairement aux mœurs américaines, on ne servait pas traditionnellement de desserts. Servis avec le thé ou accompagnant l’addition, les biscuits chinois sont préparés selon une recette toute simple avec de la farine, des œufs, du sucre et de l’eau. Les premiers biscuits chinois étaient confectionnés à la main à l’aide de baguettes. Tandis que ce procédé de fabrication se perpétue dans les arrière-boutiques du Chinatown de San Francisco, les biscuits chinois sont désormais fabriqués mécaniquement par une centaine de firmes spécialisées. L’un des plus gros fabricants, la Wonton Food Company de Brooklyn, en produit quatre millions par jour. L’exportation et la fabrication se répandent de plus en plus dans d’autres pays. En 1992, la Wonton Food Company introduisit les biscuits chinois en Chine sous le label « Authentiques fortune cookies américains ».
Une des conséquences de la popularité des biscuits chinois sous l’enseigne de la restauration fut leur émigration sur les systèmes Unix et sur Internet sous forme de prédictions ou d’aphorismes du jour. Dans leur version électronique, les biscuits chinois peuvent orner un almanach ou une éphéméride ou être attachés à un courrier électronique. Sur les très nombreux sites qui leur sont consacrés, ils peuvent aussi faire l’objet de collections ou être générés par un programme aléatoire. En cours de route, les biscuits chinois ont figuré également au cinéma, avec notamment le film The Fortune Cookie de Billy Wilder en 1966, intitulé La Grande Combine en français. Dans le domaine littéraire, on trouve entre autres une nouvelle satirique de Cyril M. Kornbluth, Manuscrit trouvé dans un sablé chinois, parue en 1957, dans laquelle le personnage principal découvre dans les biscuits chinois la réponse à toutes les questions que se pose l’humanité.

## Origines
L’origine des biscuits chinois est controversée - à tel point qu’elle a donné lieu à un vrai-faux procès entre les villes de Los Angeles et San Francisco en 1983. Selon la thèse à laquelle on se rallie, les biscuits chinois auraient été :
- inventés vers 1915 par Makoto Hagiwara, architecte paysagiste japonais et propriétaire d’un jardin de thé à San Francisco, à l’occasion d’une exposition ;
- inventés vers 1918 par un pâtissier cantonais de Los Angeles, David Jung[5]:38, pour réconforter les sans-abri selon les uns, pour promouvoir son commerce de nouilles selon les autres ;
- inspirés par les tsujiura senbei, sorte de sablés japonais dans lesquels sont pliés de nos jours des petits billets à l’intention des amoureux ;
- inspirés par l’exemple des soldats chinois, qui auraient communiqué entre eux au moyen de messages inscrits sur du papier de riz et dissimulés dans des yuèbĭng, sorte de gâteaux faits de pâte de graines de lotus, lors d’une insurrection contre les Mongols au XIIIe siècle.

## Aphorismes et prédictions en tous genres
Les premiers messages insérés dans les biscuits chinois par David Wung se composaient de citations bibliques et de maximes d’Ésope et de Benjamin Franklin. Ses concurrents ayant riposté avec des maximes de Confucius, certaines authentiques, d’autres inventées de toutes pièces, Jung organisa dans les années 1950 les premiers concours de rédaction d’aphorismes pour cookies, exploitant ainsi un filon humoristique promis à un grand succès. Les années 1960 virent l’apparition des premiers slogans publicitaires, suivis à leur tour de slogans politiques, puis de messages personnalisés pour fêtes et anniversaires. Les années 1970 virent fleurir les aphorismes à connotation cryptique, absurde ou scabreuse, auxquels s’ajoutèrent dans les années 1980 les chiffres porte-bonheur destinés aux joueurs de loterie. Tous ces genres et bien d’autres se retrouvent de nos jours sur Internet, où coexistent sites généralistes et sites spécialisés dans les citations, les prédictions de mauvais goût ou de mauvais augure, les générateurs de biscuits pour blogs… Le tout, raconte Donald Lau, rédacteur professionnel de maximes et directeur adjoint de la Wonton Food Company à New York, « c’est de ne pas avoir l’esprit trop compliqué. Penser en phrases de dix mots. »
Exemples (traduits de l’anglais) provenant d’un florilège de biscuits chinois trouvés dans des restaurants
Confucius dit : Vous avez un cœur aussi grand que le Texas.
Grâce à votre nature mélodieuse, le clair de lune est toujours au rendez-vous.
Tout n’est pas encore perdu.
Exemples (traduits de l’anglais) provenant d’un générateur[Lequel ?] de biscuits chinois sur Internet
On voit rarement des monuments à la gloire d’un comité.
Le but de la science est de faire de meilleurs pièges à souris ; celui de la nature est de faire de meilleures souris.
Faites-vous pardonner maintenant - demain vous ne vous sentirez peut-être plus coupable.
L’âme ne connaîtrait pas l’arc-en-ciel si les yeux ne connaissaient pas les larmes.
Une facétie courante aux États-Unis à propos des aphorismes contenus dans ces biscuits est de les modifier en ajoutant à la fin : "between the sheets" ("sous les draps"), ou "in bed" ("dans le lit"), ou "except in bed" ("sauf au lit"), ou encore "in jail" (en prison). Ce qui crée souvent un sous-entendu grivois ou un sens bizarre. Par exemple : « La fortune sourit aux audacieux... sous les draps » ou « Tout vient à point pour qui sait attendre... sauf au lit ».
Biscuit chinois sans message : Signe de mauvais présage. Le biscuit chinois vide de message projette la possibilité d'une disparition d'un élément important de votre vie. Faites attention.

## Terminologie française

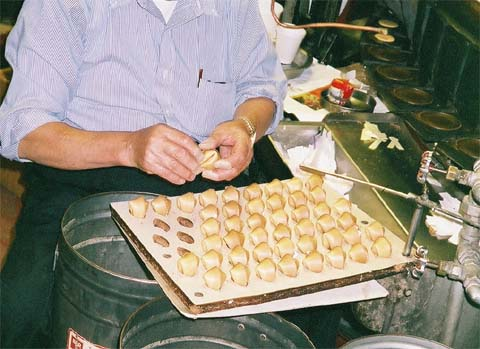
En cours de fabrication.

Pour désigner ceux que l’on sert dans les restaurants, l’Office québécois de la langue française préconise le terme biscuit chinois (bien qu’un fortune cookie ne soit ni un biscuit ni chinois, à l’instar du « pâté chinois »). Pour désigner ceux que l’on trouve sur Internet, le Dictionnaire informatique francophone propose fortune du jour. Dans le mot composé de l’anglais américain, fortune signifie la bonne ou mauvaise fortune que l’on peut tirer au sort, et cookie désigne une sorte de sablé.

## Fiction
- The Fortune Cookie (en français, La Grande Combine) est un film de Billy Wilder (1966) avec Jack Lemmon et Walter Matthau.
- Cookie’s Fortune est un film choral de Robert Altman (1999) avec - notamment - Glenn Close, Julianne Moore et Liv Tyler.
- Ça : Chapitre 2 de Andrés Muschietti, sorti en 2019 et avec Bill Skarsgård, James McAvoy, Jessica Chastain, Bill Hader, Jay Ryan, Andy Bean, Isaiah Mustafa, James Ransone et Teach Grant : Dans la scène du restaurant Chinois, le Club des Ratés reçoivent des biscuits Chinois à la fin du repas, et Grippe-Sou le Clown les terrorisent sous diverses formes monstrueuses (un cafard avec une tête de bébé, un bébé oiseau mutant, une aile de chauve-souris, un œil avec des tentacules, etc.).